# Truly (Band)
Truly ist eine 1989 gegründete Band, die die mitgebrachten Grunge-Wurzeln mit psychedelischer Experimentierfreudigkeit mischt.

## Geschichte
Truly wurde im November 1989 von dem Sänger und Gitarristen Robert Roth zusammen mit dem Schlagzeuger Mark Pickerel (Ex-Screaming Trees) gegründet. Roth hatte gerade eine Bewerbung als zweiter Gitarrist bei Nirvana laufen, während Pickerell an der Seite von zwei Nirvana-Mitgliedern und einem ehemaligen Screaming-Trees-Kollegen im Side-Project Lithium trommelte. Chris Quinn, der kurz darauf zur Band gestoßen und ursprünglich als Bassist vorgesehen war, wechselte an die Gitarre, so dass als Bassist nun Hiro Yamamoto verpflichtet wurde. Yamamoto hatte aufgrund des Wirbels um seine vorige Band Soundgarden diese verlassen und in einem Fahrradladen gearbeitet. Kurz nach Veröffentlichung der ersten EP Heart and Lungs 1991 verließ Quinn die Band und man machte fortan als Trio weiter. Am 20. Juni 1995 erschien nach einigem Label-Zögern und schließlich an den Major Capitol Records abgetretenen Rechten mit Fast Stories ... from Kid Coma das erste Album der Band, neben dem CD-Format bei Capitol auch als Doppel-LP beim ursprünglich vorgesehen Sub-Pop-Label. Der Albumtitel bildet die Klammer für die lose aneinandergereihte Liedinhalte, die von einem Komapatienten geträumt sein könnten. Es schlossen sich Tourneen durch die USA und Europa an, die ein halbes Jahr in Anspruch nahmen, aber auf großes Fan-Interesse stießen. Wegen anhaltender Umstrukturierungen bei Capitol waren viele Bands in ihren Arbeiten blockiert. 1997 folgte das nächste reguläre Album Feeling You Up somit wieder bei einem Independent-Label. Der zweifache Vater Hiro Yamamoto zog sich bald darauf ins Privatleben zurück. Das im Jahr 2000 veröffentlichte Album Twilight Curtains enthält neben neuen auch einige bisher unveröffentlichte ältere Lieder sowie Demoversionen. Für die Einspielung der neuen Lieder und die geplanten Liveauftritte waren der Bassist George Reed-Harmon und der Keyboarder Brian Northrup engagiert worden.
Nachdem es längere Zeit – u. a. wegen verschiedener Soloaktivitäten – still um die Band geworden war, meldeten sich Roth, Pickerel und auch wieder Yamamoto im September 2008, unterstützt von dem Keyboarder Terrill Bailie, mit dem ersten Liveauftritt seit über zehn Jahren auf dem spanischen Azkena-Festival zurück. Statt eines geplanten neuen Albums wurde lediglich 2013 die Single Wheels on Fire veröffentlicht, die sich thematisch an das aus Fast Stories ausgekoppelte Blue Flame Ford anschließt.

## Stil
Die Encyclopedia of Popular Music beschreibt Truly als eine wenig auf Grunge fußende Band, da sie für diesen Stil längere, eher experimentell gehaltene Stücke hervorbringt. Truly klinge daher wie eine unter Spannung stehende Ausgabe von herkömmlichen Progressive-Rock-Bands.
Mike Mettler vom Guitar Player Magazine hörte bei seiner Einschätzung, es sei eine raue und markige Band, deutlicher die Grunge-Komponente heraus.
Markus Kavka versuchte im Metal Hammer die „skurrile“ und „rätselhafte“ Musik des Debüts so zu umreißen: „Truly sind verschrobene Pink Floyd, moderne Doors, sind Cyberspace und retro aus der Hölle zugleich.“ Am ehesten sei die Band mit den Nachbarbands Pigeonhed, Brad und Satchel vergleichbar.
In einer Konzertkritik für das Online-Magazin The Sun Break, das das Kulturleben Seattles beleuchtet, meinte Tony Kay, Trulys Mischung aus Psychedelischem, Jim-Morrison-Erweckendem und Grunge-Gestampfe sei zukunftsweisend.
Die Website inmusicwetrust.com sieht in Feeling You Up Psychedelic-Pop-Melodien der 1970er Jahre mit dem Britpop-Gefühl der 1990er Jahre gepaart, was sphärische Musik zum Abtauchen in filmartige Träume ergibt.
Auf der Internetplattform rockdetector.com läuft die Band unter dem nicht klar umrissenen Genrebegriff „Doom“.
Roth' Texte „drehen sich […] viel um Isolation, kaputte Beziehungen, Träume und Alpträume“.

## Diskografie
- 1991: Heart and Lungs (EP, Sub Pop)
- 1993: Leslie's Coughing Up Blod (Single, Sub Pop)
- 1995: Fast Stories ... from Kid Coma (Album, Capitol Records)
- 1995: Blue Flame Ford (farbige 10"-Vinyl-Single, Capitol Records)
- 1997: Feeling You Up (Album, Thick Records)
- 2000: Twilight Curtains (Kompilation, Sweet Nothing Records)
- 2018: Wheels on Fire (Single, Flotation Records)